# اچ‌ام‌اس استرنگباو (پی۲۳۵)
اچ‌ام‌اس استرنگباو (پی۲۳۵) (به انگلیسی: HMS Strongbow (P235)) یک زیردریایی بود که طول آن ۲۱۷ فوت (۶۶ متر) بود. این زیردریایی در سال ۱۹۴۳ ساخته شد.